# Consolo (pittore)
Consolo, noto anche come Magister Conxolus o Magister Consolus (fl. XIII-XIV secolo), è stato un pittore italiano, attivo a Subiaco verso la fine del XIII secolo..

## Biografia
L'unico dato biografico sicuro che lo riguarda è costituito dalla scritta "Magister Conxolus pinxit hoc opus" inserita in una lunetta dipinta nella chiesa inferiore del Sacro Speco a Subiaco, accanto ad una immagine della Vergine con il Bambino fra due angeli.
Il nome di Consolo, come quello di una famiglia del luogo, è presente in nove pergamene del XIII secolo dell'archivio di Santa Scolastica, datate tra il 1292 e il 1328, in cui si legge "Benedictus Consuli" di Subiaca, nei quali però non vi è nessun riferimento esplicito alla sua attività di pittore.
La lunetta firmata raffigura la Vergine con il Bambino fra due angeli, ed è opera di gusto provinciale, oltre che impreziosita da una certa freschezza.
Nel primo Novecento Consolo venne giudicato un vero caposcuola da Federico Hermanin; quest'ultimo gli attribuì il ciclo di affreschi delle Storie di san Benedetto, nella stessa chiesa, opera di qualità più elevata e di gustosa narrazione pittorica, e lo annoverò fra gli aiuti del Pietro Cavallini alla basilica di Santa Cecilia in Trastevere.
Una parte della critica moderna invece separa le personalità del Consolo da quella dell'artista delle Storie di san Benedetto, che sarebbero state eseguite anche da un collaboratore di Consolo, aiuto del Cavallini a Santa Cecilia.
Il Consolo così viene relegato al ruolo di minore seguace del Cavallini, e rientra nella schiera dei pittori attivi a Subiaco in quel periodo.

## Opere
- Vergine con il Bambino fra due angeli;
- Storie di san Benedetto :
  - Primo miracolo;
  - Vestizione;
  - Miracolo del Goto;
  - San Mauro che cammina sulle acque;
  - Il Pane avvelenato;
  - Vita nella grotta;
- Busto del papa Innocenzo III;
- Tondi con le figure di San Benedetto, Santa Scolastica, Cristo e alcune Sante.